# Antarcticythere kerguelensis
Antarcticythere kerguelensis is een mosselkreeftjessoort uit de familie van de Bythocytheridae. De wetenschappelijke naam van de soort is voor het eerst geldig gepubliceerd in 1982 door Schornikov.